# Passy (Alta Savoia)
Passy és un municipi francès situat al departament de l'Alta Savoia i a la regió d'Alvèrnia-Roine-Alps. El 2021 tenia 11.068 habitants.